# Batalla del estrecho de Makassar
La batalla del Estrecho de Makassar, también conocida como la acción del Estrecho de Madura, la acción del Norte del Estrecho de Lombok y la batalla del Mar de Flores, fue una batalla naval de la Guerra del Pacífico en la Segunda Guerra Mundial. La batalla se inició cuando una flota del Comando Americano-Británico-Holandés-Australiano (ABDACOM) bajo el mando del contraalmirante Karel Doorman que se encontraba en camino a interceptar un convoy de invasión japonés camino a Surabaya fue atacada por 36 bombarderos medianos Mitsubishi G4M "Betty" y y 24 Mitsubishi G3M "Nell" obligando a la flota a retirarse.
La batalla tomó lugar en el Mar de Bali, más cerca de las Islas Kangean que del Estrecho de Makassar. Además, esta batalla no debe confundirse con la batalla Naval de Balikpapan que tuvo lugar el 24 de enero de 1942 y en algunas ocasiones también es conocida como la batalla del Estrecho de Makassar.

## Antecedentes
A finales de enero las fuerzas japonesas habían conquistado las costas norte y oeste de Borneo y gran parte de las Islas Molucas. En la costa oeste de Borneo, las tropas japonesas habían ocupado las instalaciones de producción de petróleo y los puertos de Balikpapan y Tarakan, y en las Islas Célebes las ciudades de Manado y Kendari también habían caído en manos de Japón. Para ganar un control completo del estrecho de Makassar, los japoneses debían capturar las ciudades de Makassar y Banjarmasin.
El 1 de febrero los comandantes aliados recibieron información de un avión de reconocimiento: en Balikpapan, una fuera de invasión japonesa que consistía en 20 buques de transporte de tropas, tres cruceros y diez destructores se estaba preparando para salir. El 2 de febrero el almirante Thomas C. Hart, el vicealmirante Conrad Helfrich, el contraalmirante William A. Glassford y el comodoro John Collins se reunieron en Palembang; y la sugerencia de Helfrich de formar un grupo de ataque fue aprobada. El grupo se formó al día siguiente bajo el mando del contraalmirante Karel Doorman, y comenzó abasteciéndose en las Islas Gili, al sur de Madura.
Las fuerzas de ABDACOM consistían en cuatro cruceros (el HLMNS De Ruyter, el HNLMS Tromp, el USS Houston, y el USS Marblehead) escoltados por siete destructores (HNLMS Banckert, HNLMS Piet Hein, HNLMS Van Ghent, USS Barker, USS Bulmer, USS Edwards y USS Stewart).

## La Batalla
En la mañana del 3 de febrero, la fuerza de asalto del ABDACOM fue avistada por un escuadrón de aproximadamente 30 bombarderos japoneses que se encontraban en camino a Surabaya. Siete de los bombarderos mostraron especial interés en la fuerza de asalto y comenzaron a volar en círculos sobre los barcos. Inicialmente, los buques se dispersaron a aguas profundas, pero los aviones se fueron sin atacar, y el grupo continuó con su toma de suministros.
Aproximadamente a la media noche los navíos zarparon hacia Meinderts Droogte (Arrecife de Meinderts; actualmente Karang Mas), cerca de la punta noreste de Java. El último barco llegó aproximadamente a las 05:00 el 4 de febrero. A las 09:30, el grupo de asalto recibió información que la fuerza de invasión japonesa había sido avistada en camino a Surabaya. En la mañana del 4 de febrero, la fuerza de asalto de ABDACOM zarpó hacia el estrecho de Makassar en búsqueda de los buques japoneses, los cuales habían sido avistados pasando por allí e incluían tres cruceros y 18 destructores que escoltaban transportes y otros navíos bajo el mando del Contraalmirante Takeo Takagi.
A las 09:49, cuando la fuerza de Doorman se encontraba al sur de las Islas Kangean, los marineros del ABDACOM avistaron bombarderos japoneses en el este. Los aviones japoneses estaban volando en cuatro formaciones en "v" a una altitud aproximada de 5000 metros.
Los aviones atacaron los cruceros aliados. El primero en ser bombardeado fue el Marblehead, y las bombas cayeron más o menos a 80 metros al frente del navío. Durante una segunda ronda de ataques, Marblehead reicbió dos impactos en forma directa y uno cercano que también causó daño. Los impactos directos penetraron la cubierta, matando a 15 miembros de la tripulación y destruyendo la habilidad del navío de maniobrar; luego de esto el Marblehead solo podía navegar en círculos. El impacto cercano también hizo un agujero de aproximadamente 3x1 metros cerca del fondo del barco. Los ataques subsiguientes al Marblehead fueron menos intensos.
El USS Houston evadió las bombas en un principio, pero sufrió un fuerte impacto durante una ronda final de ataques; una bomba cayó en la cubierta cerca de la torreta de la popa, matando a 48 marineros e inutilizando los cañones traseros.
Luego de alcanzar con los bombardeos al Houston y al Marblehead, los aviones se enfocaron en De Ruyter, que evadió cuatro ataques y solo sufrió daños menores al control de fuego de sus cañones de 40 mm.
Aproximadamente a las 13:00, Doorman ordenó que sus navíos regresen hacia el oeste y le dio a entender a Hart que sin apoyo de aviones de caza sería imposible avanzar hacia el Estrecho de Makassar debido a la amenaza de los bombarderos. Houston y Tromp ya habían pasado el Estrecho de Alas y se encontraban al sur del estrecho. Marblehead y los cinco destructores estadounidenses fueron hacia el sur a través del Estrecho de Lombok. De Ruyter y los destructores holandeses también se quedaron con el Marblehead hasta el Estrecho de Lombok. Ambos cruceros estadounidenses se dirigieron a Tjilatjap para ser reparados y que sus heridos reciban atención médica.

## Eventos posteriores y consecuencias
Los pilotos japoneses reportaron haber hundido tres cruceros durante el ataque: un crucero clase Augusta, un crucero clase Tromp y un crucero clase Java. Sin embargo, ninguno de esos navíos estuvieron presentes en la batalla y solo Marblehead y Houston fueron dañados.
En Tjilatjap, Houston y Marblehead transfirieron a sus heridos a un hospital y enterraron a sus muertos. Marblehead no entraba en el dique seco, pero el agujero en su coraza fue reparado en forma temporal, y el buque zarpó hacia la costa este de Estados Unidos (pasando por Ceilán y Sudáfrica) para ser reparado. Houston pudo continuar su servicio en la flota del ABDACOM.
La retirada de la fuerza de asalto llevó a que los japoneses tomaran el control del Estrecho de Makassar y por ende consoliden su control sobre la región occidental de las Indias Orientales Neerlandesas.